# Estación Gómez
Gómez es una estación ferroviaria ubicada en la localidad de Gómez, en el Partido de Brandsen, Provincia de Buenos Aires, Argentina.

## Ubicación
Fue inaugurada el 1 de julio de 1883, como la única estación intermedia de su ramal. Pertenece al antiguo ramal entre las estaciones Tolosa y Ferrari (luego Coronel Brandsen). El ramal fue construido desde 1882 por el Ferrocarril Oeste de Buenos Aires, propiedad de la Provincia de Buenos Aires, y arrendado luego y vendido en 1890 al Ferrocarril Buenos Aires al Puerto de la Ensenada. Este último fue a su vez adquirido en 1898 por el Ferrocarril del Sud, de capitales británicos. Al nacionalizarse los ferrocarriles y reorganizarse el sistema en 1948, pasó a ser parte del Ferrocarril General Roca. Su nombre se debe a que el lugar donde se instaló la estación fue expropiado al terrateniente Pedro Gómez. Actualmente, no presta servicios.